# Vidby
vidby AG (estilizado em letras minúsculas) é uma start-up sediada em Rotkreuz, na Suíça, especializada em tradução de linguagem AI para vídeos. Fundada por Alexander Konolov (uk:Олександр Коновалов) e Eugen von Rubinberg em setembro de 2021, a empresa chamou a atenção especialmente por seu uso na tradução de discursos proferidos pelo presidente Volodymyr Zelenskyy durante o conflito militar em andamento na Ucrânia.
A vidby AG foi fundada por Alexander Konovalov e Eugen von Rubinberg. Konovalov é natural da Ucrânia e mantém a cidadania ucraniana; Rubinberg veio da Alemanha para a Suíça e possui cidadania alemã. Ambos são residentes da Suíça. Este fundou seu primeiro negócio, uma empresa comercial, aos 16 anos.
Em 2013, os parceiros de negócios lançaram um serviço de tradução de videochamada voltado para o consumidor chamado DROTR (Droid Translator) / (Droid Tradutor) AG, utilizando uma tecnologia de tradução de idiomas com IA criada por Konovalov, permitindo a tradução simultânea de mensagens, chamadas de voz e vídeo em 104 idiomas (escrito ), com 44 disponíveis na forma falada. Este foi o primeiro aplicativo de videochamada do mundo com tradução. A tecnologia foi declarada concorrente do Skype e do Viber pela Forbes e conquistou o primeiro prêmio no concurso "Innovative Breakthrough 2013".
Em 2021, com um novo foco voltado para os negócios, a DROTR passou a ser vidby, com os ex-parceiros de tecnologia do Google Konovalov e Rubinberg permanecendo no comando, cada um com o título de Co-CEO. Embora sediada na Suíça, a equipe de desenvolvimento da Vidby está, de acordo com os fundadores da empresa, sediada na Ucrânia. A tecnologia por trás do viby tem um nível de precisão variadamente relatado como até 99% ou 99 a 100%, igualando o mais alto nível de tradução humana. Além disso, a tecnologia é capaz de remover o idioma original, mantendo os sons ambientes. Atualmente, cerca de 70 idiomas mais 60 dialetos são possíveis com a tecnologia baseada em algoritmos.
O vidby liderou uma lista dos cinco melhores serviços de tradução de vídeo, conforme nomeado pela TechRadar Deutschland em setembro de 2022.
Além de seu uso com discursos proferidos pelo Papa Francisco, a tecnologia foi fornecida gratuitamente às autoridades e embaixadas ucranianas durante o atual conflito militar com a Rússia. Até julho de 2022, cerca de 70 discursos proferidos pelo presidente Zelenskyy, totalizando 650 minutos, foram traduzidos para 30 idiomas, totalizando mais de 10.000 minutos de material de vídeo.Sobre seu uso na tradução dos discursos de guerra de Zelenskyy, Konovalov disse: “Como qualquer cidadão, quero ajudar a defender meu país”.
Clientes corporativos notáveis da vidby incluem Samsung, Siemens, Cisco, Kärcher, Generali e McDonald's Corporation; um cliente acadêmico é a Universidade de Harvard. O status de parceiro de tecnologia do Google Cloud da Vidby foi confirmado oficialmente após uma auditoria de 6 meses em dezembro de 2022.